# Malmea dimera
Malmea dimera Chatrou – gatunek rośliny z rodziny flaszowcowatych (Annonaceae Juss.). Występuje naturalnie w Panamie oraz Kolumbii. 

## Morfologia
PokrójZimozielone drzewo lub krzew dorastające do 3–15 m wysokości.
LiścieMają kształt od eliptycznego do odwrotnie jajowatego. Mierzą 4,2–22 cm długości oraz 1,6–7,7 cm szerokości. Nasada liścia zbiega po ogonku. Blaszka liściowa jest całobrzega o ostrym lub spiczastym wierzchołku. Ogonek liściowy jest owłosiony i dorasta do 3–7 mm długości.
KwiatyZebrane w pęczki, rozwijają się w kątach pędów lub bezpośrednio na gałęziach. Działki kielicha mają owalny kształt i dorastają do 3–5 mm długości. Płatki mają eliptyczny kształt i osiągają do 10–15 mm długości. Kwiaty mają około 150 pręcików i 25–45 owocolistków.
OwocePojedyncze. Mają elipsoidalny. Osiągają 15–20 mm długości.

## Biologia i ekologia
Rośnie w lasach. Występuje na wysokości do 500 m n.p.m.